# Yoshirō Nakamatsu
Yoshirō Nakamatsu (jap. 中松義郎 Nakamatsu Yoshirō; znany też jako Doktor NakaMats; ur. 26 czerwca 1928) – japoński naukowiec i wynalazca.

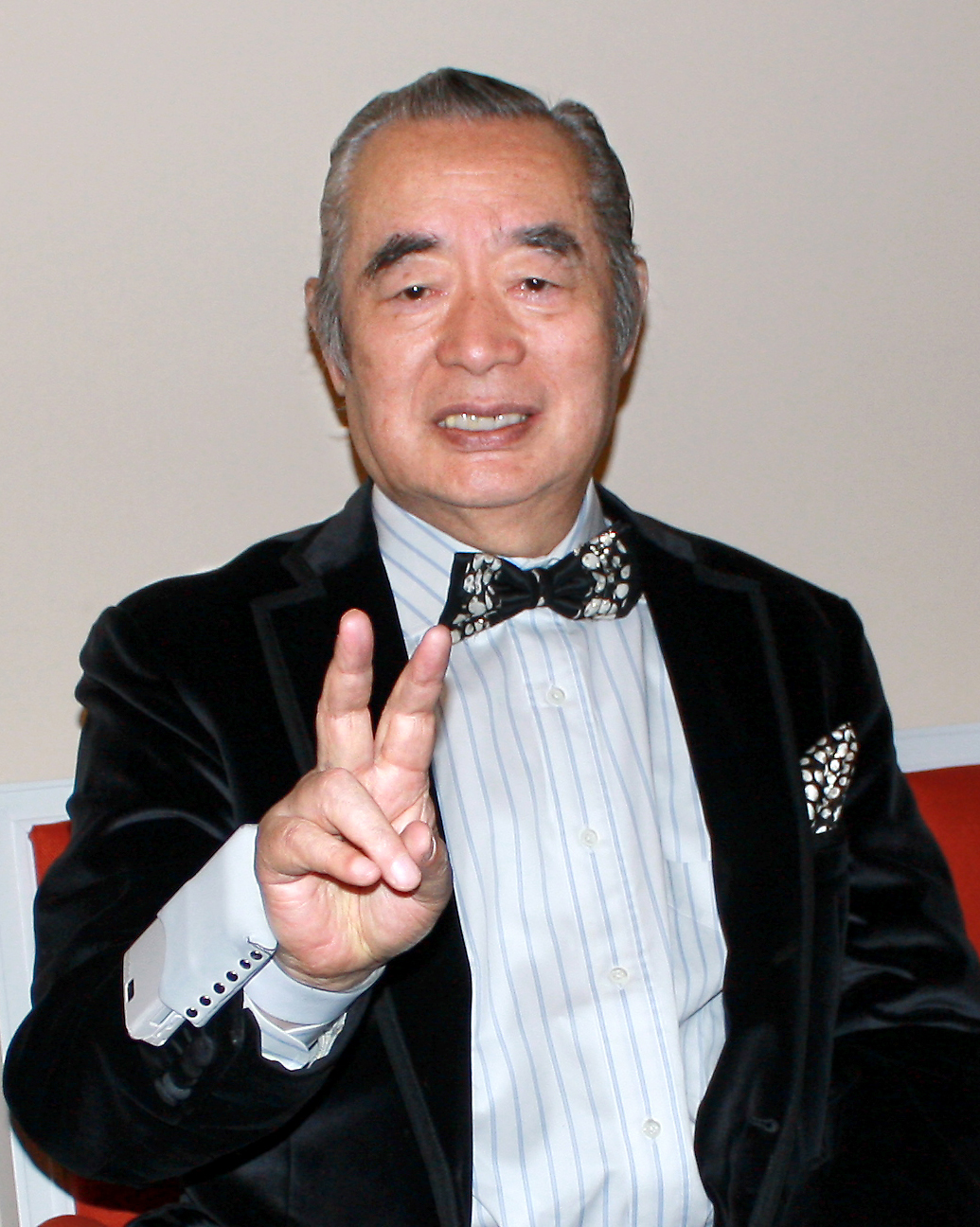
Doktor NakaMats 14 maja 2010 w Warszawie

Jest w posiadaniu 395 (według informacji portalu onet.pl w japońskim biurze patentowym zarejestrował ich do tej pory 3368) patentów m.in.: na latające buty, fotel relaksacyjno-masujący poprawiający pracę mózgu, samochód na wodę, podwodny notes, elektroniczny zegarek z wyświetlaczem, bilet z paskiem magnetycznym, syntezator muzyczny, silnik na światło i silnik na ciepło. Nakamatsu nie wynalazł ani dyskietki komputerowej ani taksometru. Twierdzi on, że posiada najwięcej patentów na świecie, jednak większą liczbę opatentowanych wynalazków posiada wielu ludzi; Shunpei Yamazaki ma ich najwięcej, bo 12 561.
Nakamatsu swój pierwszy wynalazek – pompę do sosu sojowego – zaprojektował już w wieku 14 lat, dla swojej mamy, która miała kłopoty z wyciąganiem go z dużych butelek.

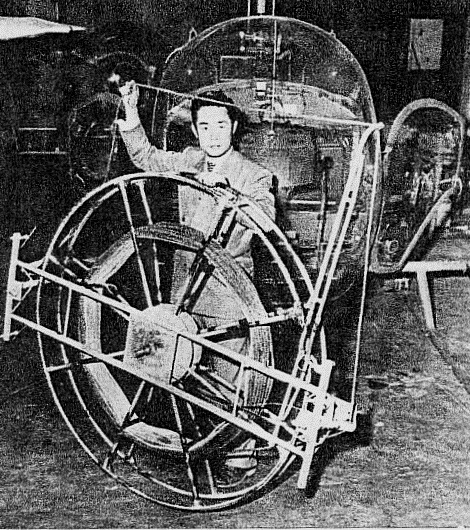
Yoshirō Nakamatsu w kwietniu 1957

W 2005 otrzymał nagrodę Ig Nobla za 34-letnią fotograficzną dokumentację wszystkich swoich posiłków.
Nakamatsu zajmuje się badaniami nad długowiecznością człowieka, od kilkudziesięciu lat eksperymentuje na swoim ciele, co ma spowodować, że dożyje 144 lat.
Nakamatsu uważa, że mózg człowieka pracuje najintensywniej, gdy jest niedotleniony, tuż (na 1-2 minuty) przed śmiercią. Najlepsze pomysły przychodzą mu do głowy, gdy pływa pod wodą w basenie i próbuje jak najdłużej nie zaczerpywać powietrza. Ponieważ przebłyski pomysłów są bardzo ulotne, opracował specjalny notes i pisak do notowania ich bezpośrednio pod wodą.

## Życie prywatne
Nakamatsu jest synem Hajime Nakamatsu, bankiera, i Yoshino Nakamatsu, nauczycielki, która pomagała synowi zrozumieć naukowe podstawy szczególnie w dziedzinie matematyki i nakłoniła go do zainteresowania się konstruowaniem wynalazków. Studiował inżynierię na Uniwersytecie Tokijskim. Ma trójkę dzieci.
W grudniu 2013 zdiagnozowano u niego zaawansowanego raka prostaty, a o walce z tą chorobą Nakamatsu poinformował po raz pierwszy w czerwcu 2014. Stwierdził wtedy, że lekarze dawali mu jeszcze rok życia. We wrześniu 2015 Nakamatsu pojawił się na ceremonii Ig Nobel, gdzie wykonał piosenkę o stanie swojego zdrowia.